# Andries Pels (1655-1731)
Andries Pels (Amsterdam, gedoopt Noorderkerk, 5 september 1655 – begraven Oude Kerk, 14 februari 1731) was een schatrijke bankier en assuradeur. Hij begon als iemand die zich had toegelegd op de goederenhandel, maar zich meer en meer concentreerde op de geld- en wisselhandel. Rond 1750 was de firma Andries Pels & Zonen het voornaamste bankiershuis in Europa.

## Biografie
Andries Pels werd geboren in Amsterdam als zoon van Jan Lucas Pels en Susanna Noirot. Na de dood van zijn vader erfde Andries een woonhuis, Herengracht 438, en een aantal pakhuizen op de Keizersgracht (483-491, waaronder Pakhuis Sparreboom op 487), niet ver van de Leidsestraat. In 1703 kocht hij de buitenplaats Vredenhoff aan de rivier de Vecht, bekend vanwege een prachtig Rococo hek. Ten tijde van de Spaanse Successieoorlog was hij belast met het overmaken van geld voor het onderhoud van de Engelse troepen. In 1707 stichtte hij de Firma Andries Pels & Zonen. In 1709 bezat hij ook zes pakhuizen in het tegenwoordige Entrepotdok. In de jaren van John Law heeft Pels veel geld verdiend met de handel in Frans goud- en zilvergeld, zodat hij door zijn nazaten de bankier van Frankrijk werd genoemd. In 1742 was Angenita Bouwens, zijn weduwe, de rijkste vrouw in Amsterdam. Zij stierf in 1749.
Pels had vijf kinderen die een volwassen leeftijd behaalden. De drie dochters Anna Maria, Catharina, Johanna Sara waren getrouwd resp. met Jan Jeronimus Boreel, Mr Willem Munter en Jan Bernd Bicker sr. Zijn zoon Jean Lucas is twee keer getrouwd, maar stierf kinderloos. Pieter, de andere zoon, stierf ongehuwd.
Vanaf 1750 werd de bank geleid door Henric en Jan Bernd Bicker jr., zonen van Anna Maria Pels en Jan Bernd Bicker sr. Een zoon van Henric Bicker, de latere patriot Jan Bernd Bicker, werkte vanaf 1767 voor de bank en trad in 1771 toe tot de leiding. In 1774 is de firma geliquideerd, na het overlijden van Jan Bernd Bicker jr.

## Varia
- De familie Pels stamt uit 's-Hertogenbosch en was al in de 15e en 16e eeuw betrokken bij het stadsbestuur.[4] In de Gouden Eeuw handelden verschillende leden in Zweeds koper en salpeter.[5]
- De advocaat/toneelschrijver, Andries Pels (1631-1681) was zijn oom.